# Fédération Internationale de Ski
Die Fédération Internationale de Ski (abgekürzt FIS, deutsch Internationaler Skiverband) ist der weltweite Verband für den Ski- und Snowboardsport. Der Sitz des Verbandes befindet sich in Oberhofen am Thunersee in der Schweiz. Die Abkürzung FIS wird in allen Sprachen benutzt. Die Zuständigkeit der FIS betrifft sowohl den Breiten- als auch den Spitzensport, so erlässt sie zum Beispiel die FIS-Regeln zum Verhalten auf Skipisten.
Derzeit sind 138 Mitgliedsverbände angeschlossen.

## Geschichte

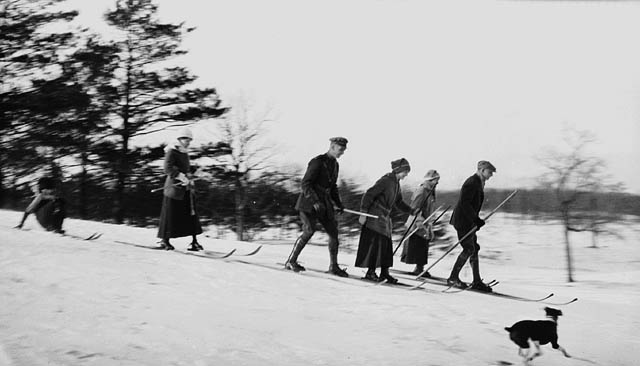
Skifahren im Jahr 1917

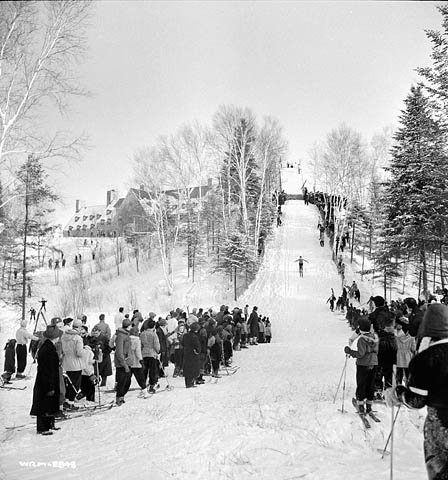
Skispringen im Jahr 1943

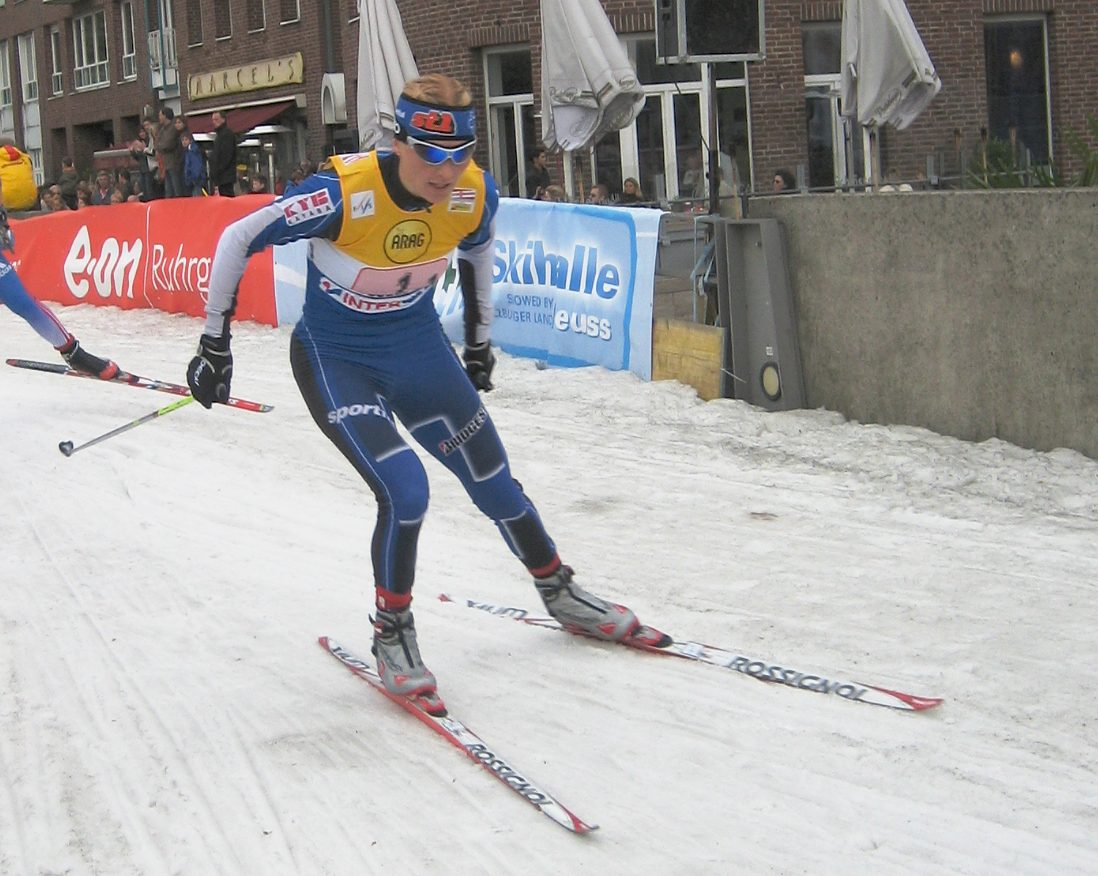
Skilanglauf im Jahr 2006 (Virpi Kuitunen)

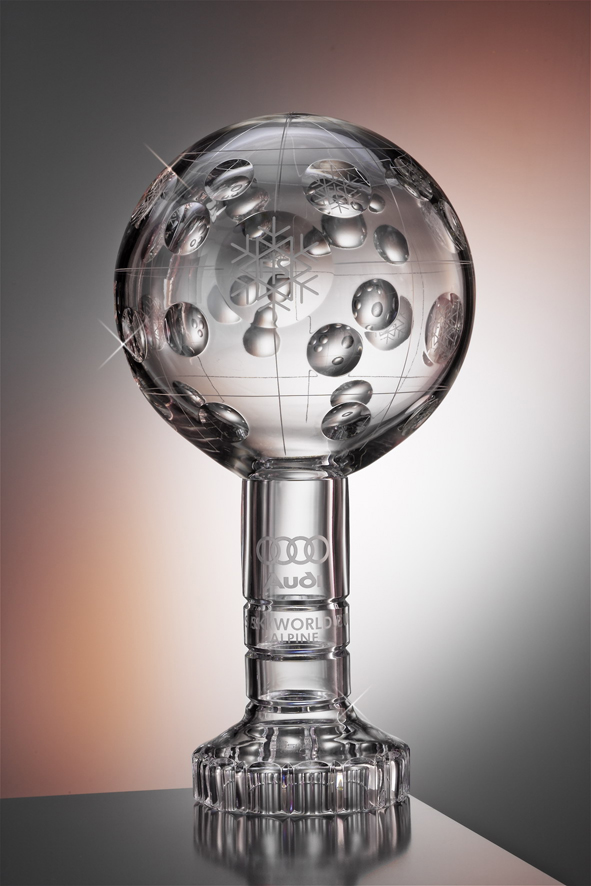
FIS Weltcup Kristallkugel

### Gründung und die ersten Jahre
Die Gründung des Vorgängerverbandes CIS (Internationale Skikommission) wurde am 18. Februar 1910 in Christiania (NOR) von Delegierten aus zehn Ländern beschlossen. Ein Jahr später, im März 1911 wurde das erste international gültige Regelwerk verabschiedet.
- Am 2. Februar 1924[3] wurde in Chamonix im Rahmen der „Internationalen Wintersportwoche“, die später als I. Olympische Winterspiele anerkannt werden sollte, von 36 Delegierten aus 14 Ländern die Gründung der FIS beschlossen, welche die CIS ablöste.

- Anfänglich sah sich die FIS nur für den nordischen Skisport zuständig. Nachdem die skandinavischen Länder ihren Widerstand aufgegeben hatten, wurde beim 11. FIS-Kongress (24.–26. Februar 1930 in Oslo) aber beschlossen, auch den alpinen Skisport (Abfahrt, Slalom und Alpine Kombination) ins Regelwerk aufzunehmen, und zwar auf Antrag Großbritanniens, woran der britische Skipionier Arnold Lunn als Mitbegründer der Arlberg-Kandahar-Rennen wesentlichen Anteil hatte. Der einfache Satz „Abfahrts- und Slalomrennen können ausgerichtet werden“ wurde in den Regeln festgeschrieben – ein Satz, der den Skisport nachhaltig verändern sollte.

- 1932: Ein Vorschlag für Europäische Meisterschaften wurde uneinstimmig zurückgestellt.

Die Regeln für Abfahrt und Slalom wurden adaptiert.
Australien wurde FIS-Mitglied.
- 1933 fanden in Innsbruck die ersten vollständigen FIS-Weltkämpfe statt, die somit als 1. Weltmeisterschaft gelten können.[4]

- 1936: Arrangierung der Weltmeisterschaften: die ersten sollen im nächsten Jahr in Chamonix stattfinden.

Für das neue Abfahrt/Slalom-Komitee werden Statuten adaptiert.
- 1938 wurde Skifliegen, eine Variation des Skispringens, als Disziplin anerkannt, Regeln wurden aber erst nach dem Zweiten Weltkrieg ausgearbeitet.

### Die Nachkriegsjahre
- 1946: Nebst der Annullierung der Weltmeisterschaften 1941 wurden drei neue Technik-Komitees ins Leben gerufen: Langlauf (mit dem Schweden Sigge Bergman (geb. 5. Juli 1931 in Luleå – gest. 6. Januar 2001 in Rättvik)) sowie Skispringen (mit dem Vorsitzenden Sigmund Ruud aus Norwegen) und »Damen« (Vorsitzende: Elsa Roth, Schweiz).

Am 15. September 1946 wurde Österreich wieder in die FIS aufgenommen.
- 1949: Der Schweizer Marc Hodler wurde Vorsitzender des Abfahrt-Slalom-Komitees, welches bisher von Sir Arnold Lunn geführt wurde.

- 1951: Die nordischen Ski-Bewerbe für Damen wurden in die Olympischen Winterspiele 1952 einbezogen.

Die Entwicklung des Skifliegens soll überwacht werden.
Marc Hodler wurde neuer FIS-Präsident.
- 1953: Gleich nach der Eröffnung am Nachmittag des 27. Mai wurde die Aufnahmeanträgen von Neuseeland und Pakistan sowie des saarländischen Skiläufer- und Bergsteigerverbandes zugestimmt. Dagegen blieb die Bewerbung Kolumbiens bis zur Beibringung der notwendigen Unterlagen zurückgestellt.

Es wurden neue Regeln für die Weltmeisterschaften erstellt und jährliche Konferenzen für die Erstellung des Kalenders für internationale Meisterschaften eingeführt. Demnach gab es Unterteilungen in a) Skiweltmeisterschaften und Olympische Spiele, b) internationale Wettkämpfe, die auf dem Kalender der FIS geführt werden, c) regionale Wettkämpfe, an denen Läufer aus mehreren Ländern teilnehmen (z. B. skandinavische Rennen, Flachländerrennen, Alpenländerrennen), d) Wettkämpfe mit ausländischer Beteiligung, d. h. nationale Rennen kleiner Art, bei denen einzelne Ausländer mitwirken. – Für die Punkte a) und b) war das FIS-Reglement bindend, grundsätzlich auch für c), aber die nationalen Verbände durften geringfügige Änderungen im Sinne von Vereinfachungen treffen. Beim letzten Punkt war die Durchführungserlaubnis nach den Bestimmungen des veranstaltenden Verbandes gegeben, dies musste in den Einladungen klar zum Ausdruck gebracht werden.
Hinsichtlich Skispringen wurde beschlossen, dass es bei Weltmeisterschaften nur mehr zwei Durchgänge gibt, zudem durfte der Anlauf nicht mehr geändert werden, wenn ein Springer den kritischen Punkt erreichte.
Zur nordischen Kombination wurde auf Grund eines Antrages Finnlands für die Kalkulationstabellen eine Expertenkommission ernannt, auch die alpine Kombination sollte neu studiert werden, aber die Weltmeisterschaften 1954 sollten noch nach den bisherigen Wertungen durchgeführt werden.
Statt des 18-km-Langlaufs wurde neu der 15-km-Langlauf sanktioniert, in Anlehnung an die skandinavische Tradition sollten es nun an die 15, 30 und 50 km sein.
Es gab auch Verbesserungen im alpinen Bereich, besonders um die Sicherheit der Rennfahrer zu erhöhen. Spezifiziert wurde im Slalom, dass künftig beim Durchfahren der Tore der Ski von der Spitze bis hinter die Bindung die Linie zwischen Stangenstandorten passieren.
Weiters wurde beschlossen, dass die Anzahl der FIS-Komitees nicht höher als Zehn sein soll.
Das Programm der internationalen Bewerbe wurde um den 3 × 5-km-Damen-Langlauf erweitert und die Alpine Kombination wurde wieder in das Programm aufgenommen.
Es gab mehrere Neuwahlen, wobei Marc Hodler als Präsident und Arnold Kaech als Generalsekretär durch Akklamation wiedergewählt wurden.
Am Rande des Kongresses war auch von Delegationen der Verbände, die im Besonderen den alpinen Rennsport pflegen, über die Reduktion der Zahl an internationalen Veranstaltungen gesprochen worden, wobei Österreich unter Berufung auf die Bedeutung seines Skisports eine größere Zahl von Rennen forderte.
Bereits im Vorfeld des Kongresses hatte es wegen der Olympia-Kandidatur 1960 Befürchtungen aus Deutschland (Garmisch-Partenkirchen figurierte als Kandidat) gegeben, dass Österreich die Gelegenheit des in Innsbruck stattfindenden Kongresses nützen könnte, sich eine gute Ausgangsposition zu verschaffen. Dazu teilte Präsident Marc Hodler gleich mit, dass es keine diesbezüglichen Gespräche gegeben habe, die FIS auch keinen Einfluss auf den Durchführungsort ausübe, weil dafür das IOC zuständig sei. Und letztlich habe die FIS nicht die Absicht, in diesbezügliche Verhandlungen einzuschalten. Das würde nur dann geschehen, wenn die technisch einwandfreie Durchführung der Skiwettkämpfe nicht gewährleistet sei.
- 1955: Beim 20. FIS-Kongress in Montreux wurden die Alpinen und Nordischen Skiweltmeisterschaften an Bad Gastein bzw. Lahti vergeben und es wurde das Skiprogramm bei den Olympischen Winterspielen 1956 festgelegt.[6] Außerdem kam es zu einer Ergänzung in den Amateurbestimmungen, wonach «kein Rennläufer für Rennen qualifiziert wird, der zustimmt oder nicht protestiert, wenn sein Name, seine Titel oder seine Fotografie in Inseraten oder in jedweder Form von Publizität für Sportartikelreklame gebraucht wird. Diese Bestimmung gilt, gleichgültig ob der Läufer als Gegenwert materiellen Nutzen aus der Publizierung zieht oder nicht».

Außerdem wurde Zeno Colò eingeladen, bis 1. September einen Nachweis für seine Amateureigenschaft zu erbringen. Stein Eriksen und Lucienne Schmith-Couttet wurden schriftlich von ihrer Disqualifikation informiert. Auch Christian Pravda blieb weiterhin gesperrt, da er die FIS nicht überzeugen konnte, dass seine Disqualifikation zu Unrecht erfolgt ist.
- 1957: Beim Kongress in Dubrovnik (30. Mai bis 14. Juni) wurde eine "Gesetztenliste" im alpinen Skilauf eingeführt, die Reihenfolge wurde nach den in den Rennen erzielten Erfolgen bestimmt.[8]

Es wurde eine Kommission vorgeschlagen, welche die Vor- und Nachteile von Langlaufbewerben in Höhenlagen (1.000 m und darüber) studieren soll.
Das »FIS-Bulletin« erschien erstmals.
Das Internationale Olympische Comité wird fortan die Reports der Internationalen Verbände bei der Inspektion der Austragungsorte beachten, bevor die Organisationsstadt der Spiele namhaft gemacht wird.
- 1959: beim 22. FIS-Kongress in Stockholm vom 10. bis 13. Juni wurde auf die traurigen Ereignisse vom letzten Winter (Todesstürze von John Semmellink und Toni Mark) mit strikteren Sicherheitsregeln für Abfahrtsrennen reagiert. Eine der Maßnahmen war die Ansetzung eines offiziellen Trainings, welches den Rennläufern die Möglichkeit geben sollte, die gesamte Strecke wenigstens einmal rennmäßig durchzufahren. Diese Anordnung kam am 8. Januar 1960 vor der einen Tag später stattfindenden Lauberhornabfahrt erstmals zur Anwendung.[9]

Für den Langlauf wurde die elektrische Zeitnehmung adaptiert.
Der 5-km-Langlauf für die Damen wurde in die Weltmeisterschaften 1962 aufgenommen.
Es gab eine neue Klassifikation für die Nordische Kombination.
Streichung des »Falles Toni Sailer« von der Tagesordnung, da Sailer seinen Entschluss bekannt gegeben hatte, sich vom aktiven Skisport zurückzuziehen (damit wurden Fraglichkeiten über seine Amateureigenschaften, die vor allem im Zusammenhang mit seiner Filmkarriere standen, obsolet). Außerdem gab es, ohne konkrete Namen zu nennen, mit 45 gegen 18 Stimmen eine Grundsatzentscheidung, die Weltmeisterschaften 1962 an zwei Städte zu vergeben.
Marc Hodler wurde wieder zum Präsidenten gewählt.
- 1961: Neue Typen der Klassifikation für die Nordische und Alpine Kombination wurden adaptiert.

Es wurde beschlossen, das die Skisprung-Bewerbe bei den Nordischen Weltmeisterschaften mit 2 Sprüngen (70 und 90 m) von 1962 weg organisiert werden.
Nicht-Amateure sind von den Olympischen Spielen ausgeschlossen: »Olympia-Teilnehmer müssen einen Zivilberuf haben«.
Die Zusammenarbeit mit den Abteilungen für Sportmedizin und -physiologie auf internationalem Level wurde verstärkt.
Für jeden Bewerb am internationalen Kalender ist eine Gebühr von 150 Schweizer Franken zu entrichten.
Der Schweizer Arnold Kaech löste den Schweden Sigge Bergmann als FIS-Generalsekretär ab.
- 1963: Die ersten Skiweltmeisterschaften an einen Ort in der südlichen Hemisphäre, Portillo de Chile, wurden vergeben. Die alpinen Weltmeisterschaften 1962 in Chamonix wurden offiziell anerkannt. Oslo wurde mit der Durchführung der Nordischen Skiweltmeisterschaften 1966 betraut, wobei der Zusatzbeschluss gefasst wurde, im nordischen Bereich Weltmeisterschaften nur mehr an Orte unter 1.500 m Meereshöhe zu vergeben.[12][13]
Der Aufwand des FIS-Budgets 1963 bis 1965 wurde mit 155.400 Schweizer Franken veranschlagt.
Marc Hodler wurde in seinem Amt genauso bestätigt wie Generalsekretär Sigge Bergmann aus Schweden; es gab drei neue Delegierte im Direktionsrat. Mamaia wurde als Kongressort 1964 (richtig war es dann 1965) vorgesehen, Zypern und die äußere Mongolei wurden als neue Mitglieder aufgenommen.

- 1965 erkannte die FIS Geschwindigkeitsskifahren an und verabschiedet entsprechende Regeln. Weiters wurden die Olympischen Winterspiele 1924 nachträglich als 1. Weltmeisterschaften anerkannt.[14]

### 1967: Die FIS übernahm den soeben installierten Alpinen Skiweltcup
- Im Jahr 1967 in Beirut (16.–21. Mai) wurde die Übernahme des Alpinen Skiweltcups von der französischen Sportzeitung L’Équipe und Serge Lang, Präsident der Association Internationale des Journalistes de Ski (AIJS), sowie die Einführung von Verhaltensregeln für Skifahrer beschlossen. Eine schon damals erkannte Geldquelle wurde erschlossen: »TV-Rechte für die Weltmeisterschaften werden Exklusivbesitz der FIS, welche direkt mit den TV-Gesellschaften in Verhandlungen tritt«. Außerdem erklärte der Kongress, dass die FIS für jegliche Arten von Skisport zuständig ist, bei dem man sich durch das Zusammenspiel von Muskel- und Schwerkraft fortbewegt und der auf dem Erdboden oder jeglicher anderer Art natürlicher oder künstlicher Oberfläche ausgeführt wird.[15]

Auch hinsichtlich der alpinen Skibewerbe bei den Olympischen Winterspielen 1968 gab es Beschlüsse: So wurde bestimmt, dass die Zeitnehmung auf Tausendstel Sekunden exakt sein muss, in weiterer Folge wurde auch der Programmablauf festgelegt.
Zudem wurden die Skiweltmeisterschaften für 1970 sowohl im alpinen (Gröden) als auch nordischen (Vysoké Tatry) Bereich vergeben.
Es wurde der Einsatz von Feminal-Kontrollen beschlossen.

Zum Abschluss wurden am 21. Mai Marc Hodler und sein Stellvertreter Sigge Bergman per Akklamation wiedergewählt.

Etwas sonderlich war der Umstand, dass nach wie vor die Presse bei diesem Kongress nicht zugelassen war, so dass nur Mitteilungen durch Vertreter der Skiverbände oder offizielle Bulletins über den Verlauf informierten.
- 1968: Totale Revision der Statuten.

Die nationalen Verbände nahmen die Beziehungen zwischen Athleten und Herstellern von Sportgegenständen in die Hand.
- 1971 wurde die Einführung von Skiflug-Weltmeisterschaften beschlossen, wobei 1972 Planica und 1973 Oberstdorf die ersten Veranstalterorte sein sollten; danach sollten diese Championnats nur mehr alle zwei Jahre stattfinden.

Auch die Nordischen und Alpinen Skiweltmeisterschaften 1974 wurden vergeben, u. zw. an Falun (Schweden) und an St. Moritz (Schweiz).
Weiters gab es Anpassungen zu den Richtlinien des Internationalen Olympischen Comites hinsichtlich der Amateurbestimmungen, wobei allerdings entgegen diesen (Verdienstentgangs-Entschädigung an Amateursportler für Training und Wettkampf für 60 Tage im Jahr) gleich 3½ Monate festgelegt wurden. Weitere wichtige Punkte der FIS-Beschlüsse: Skisportler dürfen persönlich keinen Profit aus ihrer sportlichen Tätigkeit ziehen (es ist ihnen untersagt, Namen, Bild, Erfolge, Preise und Trophäen für Werbezwecke zur Verfügung zu stellen); Ausstatterfirmen müssen vom nationalen Verband anerkannt werden und Zuwendungen müssen an diesen überwiesen werden; die Firmenaufschriften auf Skiern werden in ihrer Größe beschränkt und Ausrüstung darf nicht mit Firmen- und Markenzeichen versehen sein.
Der FIS-Kongress in Abazzia beschloss auch die Einführung des Europacups anstatt des Weltcup-B-Bewerbs; weiters wurde die so genannte «Gastgeberregel» (das doppelte Kontingent, maximal 20 Starter) darauf eingeschränkt, dass dies nur bei zwei Rennen am selben Ort erlaubt ist (bei mehr als zwei Rennen gibt es keine Zusatzerlaubnis). Die Teilnahmeberechtigung pro Nation wurde pro Läufer von 50 auf 40 FIS-Punkte und bei Läuferinnen von 70 auf 60 FIS-Punkte reduziert; nur kleinere Länder dürfen ohne Rücksicht auf die FIS-Punkte je 2 Fahrer stellen. Der ÖSV-Antrag, dass die Damenmannschaften im Alpinbereich bei Olympia von 6 auf 8 erhöht werden sollen, wurde vorbehaltlich der Zustimmung des IOC akzeptiert.

Nicht angenommen wurden die Anträge, die Starterfelder pro Land und Bewerb bei Weltmeisterschaften und Olympischen Spielen von 4 auf 5 zu erhöhen und den Damenriesenslalom in zwei Durchgängen auszutragen (zu Letzterem hieß es, es sollen nur, allerdings nicht im Weltcup, Versuche gefahren werden; ein Beschluss könne beim nächsten Kongress 1973 gefasst werden).

Am technischen Sektor wurde hinsichtlich des Slaloms vorgeschrieben, dass diese mindestens zwei bis drei Vertikalen und vier Haarnadeln enthalten müssen (wobei auch der Torabstand mit 75 cm und die Breite der Slalomtore mit 4 bis 5 Metern festgelegt wurde)
Überdies wurde den japanischen Organisatoren empfohlen, die Durchführung alpiner Rennen nicht auf die leichte Schulter zu nehmen wie bisher (es wurde auch kein Japaner als Kurssetzer berücksichtigt).

Nach 1976 dürfen für Olympische Winterspiele und Weltmeisterschaften nur Kandidaturen berücksichtigt werden, wenn deren Langlaufgelände 1.650 m über dem Meer liegt; außerdem werden ab 1974 die Frauenstaffeln aus vier (nicht mehr drei) Läuferinnen bestehen.
Es wurden Europäische Junioren-Alpin-Weltmeisterschaften angesetzt. Das FIS-Budget für 1971 bis 1973 wurde mit 780.000 CHFr veranschlagt.
- 1973 kam der Beschluss, die Allrounder im Weltcup besser zu bonifizieren: Rennläufer, die bei einer Weltcupveranstaltung an einem Wochenende in zwei Bewerben (Abfahrt plus Riesenslalom oder Abfahrt plus Slalom) zu Punkten kommen, erhalten die Gesamtzahl der Punkte doppelt.

Ein diffiziler Punkt war wiederum der "berüchtigte" § 26 des Internationalen Olympischen Comites (IOC), der Amateur-Paragraph. Vorerst hatte es eine (verschärfte) Deklaration der Verbände Italiens, Frankreichs, der Schweiz und der Bundesrepublik Deutschland (FRG) gegeben, die die Autorisierung der nationalen Verbände zum Ziel hatte, indem diese in Hinkunft selbst entscheiden sollten, ob einer ihrer Läufer die olympischen Qualifikationen erfüllen oder nicht. Nach vielen Beratungen wurde jedoch über Anraten von Präsident Marc Hodler ein modifizierter Antrag an das IOC verfasst.
Die Vorschriften zu den Werbeaufschriften wurden genauer gefasst: Diese dürfen eine Höhe von 20 Millimeter nicht überschreiten und Sturzhelme oder Kopfbedeckungen dürfen an der Außenseite keine Firmenzeichen tragen.
Letztlich wurde Präsident Hodler durch Zuruf wiedergewählt.
- 1975 gab es, wohl eingedenk der Manipulationsvorwürfe beim Herren-Weltcupfinale im März 1975, eine Verbesserung der Regeln hinsichtlich der Parallel-Slaloms.

Nominierung von Garmisch-Partenkirchen für die alpinen und Lahti für die nordischen Skiweltmeisterschaften.
Adaptierung neuer Quali-Regeln, um für eine Kategorie von Läufern, welche an den Olympischen Spielen nicht teilnehmen können, Vorsorge zu treffen.
Beschichtete Rennanzüge wurden verboten.
Zur Sicherheit erklärte FIS-Präsident Marc Hodler, dass die Genehmigung von Skirennen regelmäßig ob der konstanten Anhebung der Geschwindigkeit, welche exzessiv wird und Stürze unkontrollierbar macht, beobachtet werden sollte. Die gegenwärtigen Rennen, welche zu geradlinig sind, sollten modifiziert und mehr technisch gemacht werden, um die Geschwindigkeit zu limitieren.
Gian Franco Kasper wurde als Ansprechpartner der FIS-Verwaltung vorgeschlagen.
- 1977 wurde ein Ausrüstungs-Komitee damit betraut, allen Neuerungen zur Stärkung der Sicherung zuzustimmen – eine Verbotsliste wurde veröffentlicht, welche Klarheit über die Beschaffenheit der Rennanzüge bringen soll; demnach durften die Anzüge und auch die darunter getragene Kleidung für Alpinläufer und auch Skispringer weder innen noch außen plastifiziert und mit keinerlei chemischen Mitteln behandelt sein.

Am Kalender 1976/77 schienen 868 Alpin- und 422 Nordische Bewerbe auf.
Adaptierung eines Verhaltenskodex für Langläufer, ähnlich dem für die Alpinläufer.
Es wurde der Skilanglauf-Weltcup vorläufig anerkannt, es dauerte allerdings noch bis zur Saison 1981/82 bis zur ersten offiziellen Durchführung. In diesem Jahr wurde die FIS auch für Freestyle-Skiing zuständig.
- Zwei Jahre später, 1979, wurde der Skisprung-Weltcup eingeführt, Grasski und Skiakrobatik wurden als Disziplinen anerkannt.

Das Tragen von Helmen wurde für Skispringer obligatorisch. Es wurde mitgeteilt, dass Skispringen in 17 Ländern ausgeübt wird.
Die Alpine Kombination bei den Weltmeisterschaften wurde ein separater Bewerb, welcher mit speziellen Regeln ausgetragen wird. Abfahrt und Slalom stehen am Programm dieses Bewerbs. Diese Formel ersetzt die bisherige, welche die Klassifizierung der 3 bei den Weltmeisterschaften ausgetragenen zum Inhalt hatte.
Die Nordische Junioren-WM ersetzt die Europäischen Meisterschaften.
Weiters wurden für 1982 die Nordischen Skiweltmeisterschaften an Oslo und die Alpinen Skiweltmeisterschaften an Schladming vergeben.
- 1981: Vorstellung eines neuen Riesenslaloms[27], welcher länger und schneller ist und in einem einzigen Lauf gefahren wird: der »Super-G«; die Damen-20 km komplettieren das Olympia-Programm im Langlauf und Einführung von 4 neuen Bewerben, welche für die Weltmeisterschaften zählen: Team-Springen, Teambewerb in der Nordischen Kombination, Free-Style-Ski für Senioren und Junioren
- 1983 wurde der Beschluss gefasst, Weltmeisterschaften von Olympischen Spielen zu trennen und alle zwei Jahre auszutragen. Auch die Nordische Kombination bekam einen Weltcup.

Es gab auch den Beschluss, Hanni Wenzel zu "reamateurisieren" (bzw. hieß es, dass der Vorstand nichts gegen eine solche Maßnahme habe), während die ähnliche "Causa Ingemar Stenmark" an das Internationale Olympische Comité weitergeleitet wurde.
Außerdem wurden die alpinen und nordischen Skiweltmeisterschaften 1985 an Bormio bzw. Seefeld, aber auch schon jene für 1987 in Crans-Montana und Oberstdorf vergeben.
Detailangabe zur Vergabe der Ski-WMs: Bewerber waren Briançon (FRA), Aspen (USA); Kranjska Gora (YUG=SLO), Jasna (ČSSR), Åre (SWE), Veltlin (ITA), Crans-Montana (SUI) und eine bulgarische Station; am 15. Mai wurde Crans-Montana im 3. Wahlgang für 1987 nominiert; bei den Nordischen erhielt Seefeld gegenüber Falun (SWE) für 1985 den Vorzug; Oberstdorf gewann für 1987 gegen Autrans (FRA).
Marc Hodler wurde als Präsident bestätigt und ging in das 33. und 34. Amtsjahr.
- 1985 wurde der Super-G als weitere Disziplin für Weltmeisterschaften (erstmals für 1987 vorgesehen) angesetzt.

Die Weltmeisterschaft im Skifliegen 1986 wurde an Österreich (Kulm) vergeben.
Es wurden bestimmte Werbevorschriften gelockert: Demnach durften Rennläufer nun auf ihren Kopfbedeckungen und Bekleidungen je 30 Quadratzentimeter für persönliche Werbung nutzen. Ein Vorschlag des Schweizer Verbandes, auch die Startnummern als Werbefläche zu nutzen, wurde abgelehnt.
Ein weiterer Beschluss lautete: Die Vergabe von Weltcuprennen an die nationalen Verbände habe in so genannter Paketform zu erfolgen, wodurch lange Reisen verhindert werden sollen.
Für Athleten wurden hinsichtlich deren Nationalität exakte Bestimmungen für die Teilnahme an Weltmeisterschaften erlassen, wonach sie Staatsbürger vom diesbezüglichen Verband sind oder einen gültigen Reisepass dieses Landes besitzen.
- 1988: Es wurden die Weltmeisterschaftsorte für 1991 in den alpinen und nordischen Disziplinen bestimmt. Dabei ging Saalbach-Hinterglemm im Alpinbereich bereits im ersten Wahlgang als Sieger hervor. Val di Fiemme bekam die Nordischen Weltmeisterschaften zugesprochen. Auch die alpine Skiweltmeisterschaft 1993 wurde schon vergeben – an Morioka-Shizukuishi in Japan.[31]

Beim Kongress in Istanbul kam auch die «Sicherheitsnadelangelegenheit» vom Damen-Weltcup-Riesenslalom in Lech vom 9. Januar mit den Disqualifikationen durch Heinz Krecek mehrerer ÖSV-Läuferinnen zur Debatte, wobei der Österr. Skiverband verlangte, zu umschreiben, was eine Startnummer ist. Der ÖSV legte selbst eine drei Seiten lange Definition vor. Trotzdem wurden aber die von Heinz Krecek getroffenen Maßnahmen bestätigt. Es hieß aber, dass Ämteranhäufungen künftig vermieden werden sollen.

### Ab den 1990er-Jahren
- 1990 wurde das FIS-Gericht eingesetzt und der Weltcup im Skifliegen eingeführt.

In Verbindung mit Anti-Doping-Tests wurden Blutproben eingeführt.
Die neue Heimat der FIS im so genannten "FIS-Haus" in Oberhofen am Thunersee wurde offiziell ihrer Bestimmung übergeben.
- Beim 38. FIS-Kongress in Budapest wurden am 12. Juni 1992 die Weltmeisterschaften im Freestyle-Skiing 1993 an Altenmarkt im Pongau, weiters die „klassischen“ für 1997 an Trondheim (nordisch – damit eine Zustimmung von 58 zu 43 gegenüber Ramsau am Dachstein) und Sestriere (alpin) vergeben.[34]
- 1994 bekam die Sportart Rollerski ein eigenes Regelwerk und es wurde der Beschluss gefasst, Snowboard zur FIS-Disziplin zu machen.
- 1996 wurde eine Ergänzung des Artikels 208.5 beschlossen, wonach Sportler, die bereits für einen nationalen Verband internationale Wettkämpfe bestritten haben, im Falle des Wechsels der Staatsbürgerschaft und des nationalen Verbandes neben den Voraussetzungen 208.5 auch eine Einverständniserklärung des bisherigen nationalen Verbandes vorzuweisen haben, um für einen neuen nationalen Verband an internationalen Bewerben der FIS teilnehmen können. Ohne Einverständnis gibt es eine Sperre von 12 Monaten ab dem Datum der Abmeldung. – Eine weitere Änderung betraf den Artikel 226: "Jeder der FIS angeschlossene nationale Skiverband und nur dieser ist berechtigt, Abkommen abzuschließen, welche Fernsehübertragungen von internationalen Skiveranstaltungen betreffen, die der Verband in seinem Land organisiert. Solche Abkommen sind nach Rücksprache mit der FIS vorzubereiten und sollen die Interessen des Skisports, des Snowboarding und der nationalen Skiverbände wahrnehmen. Dies betrifft den Sendebereich im eigenen Land wie auch für Weitergabe in Sendebereiche anderer Länder (Übertragungsrechte). Ausgenommen sind Olympische Winterspiele und Weltmeisterschaften, die dem IOC beziehungsweise der FIS gehören."
- Für das Weltmeisterschaftsprogramm 1999 wurde ebenfalls 1996 als Zusatz ein Parallel-Buckelpisten-Event für Damen und Herren beschlossen. Weiters bekam Grasski einen eigenen Weltcup, zwei Jahre darauf, 1998, wurde beschlossen eigene Weltmeisterschaften für Rollerski auszurichten. Im selben Jahr hatte die FIS erstmals 100 Mitgliedsverbände.
- In den letzten 10 Jahren wurden mehrere kleinere Änderungen an Regeln, Bewerben und Disziplinen vorgenommen.[3] Unter anderem wurde im Sommer 2019 nach der Niederlage vor dem internationalen Sportgerichtshof gegen Stefan Luitz das Verbot von Sauerstoffflaschen am Wettkampfgelände von den Antidopingregeln in die Wettkampfbestimmungen übertragen.[35]
- 2021 wurde Johan Eliasch zum neuen Präsidenten der FIS gewählt.[36] Vizepräsidenten wurden Peter Schröcksnadel, Roman Kumpost, Aki Murasato und Dexter Paine.[37]
- 2024 wurde Freeride als neue Disziplin aufgenommen[38]

## Struktur
Die FIS ist in mehreren Organen organisiert, denen jeweils bestimmte Aufgaben zukommen. Unterschieden werden kann hier hauptsächlich in die Entscheidungsorgane und in die beratenden Organe.

### Entscheidungsorgane
Kongress
Der Kongress, das oberste Organ innerhalb der FIS, trat bis 2008 insgesamt 46 Mal zusammen, in der Regel alle zwei Jahre. Neben der Aufgabe Änderungen der Regelwerke durchzuführen wählt er den Vorstand und berät über Aufnahme und Ausschluss von Mitgliedsverbänden sowie über den Wettkampfkalender.
Vorstand
Da die Kongresse nur alle zwei Jahre stattfinden, ist in der Zwischenzeit der vom Kongress gewählte Vorstand die oberste Behörde der FIS. Er vergibt die Weltmeisterschaften, auch kann er vorläufig Mitgliedsverbände sperren und Anträge an den Kongress stellen, welcher vom Vorstand vorbereitet wird. Entscheidungen, die normalerweise vom Kongress getroffen werden, gelten nur bis zum nächsten Kongress, falls der Vorstand sie trifft.
FIS-Gericht
Das FIS-Gericht kommt bei Streitigkeiten zwischen Mitgliedsverbänden sowie bei Beschwerden über den Vorstand zum Einsatz. Außerdem kann der Vorstand das FIS-Gericht bitten weitere Fälle zu entscheiden.

### Beratende Organe
Komitees
Ebenso wie auch Sub-Komitees und weitere Arbeitsgruppen werden Komitees vom Vorstand ernannt. Dieser wird durch die Komitees beraten, ebenso erledigen sie beispielsweise technische Aufgaben.

### Für Wettkampfaufgaben
Wettkampf-Jurys
Bei Verstößen gegen Wettkampfregeln entscheiden Wettkampf-Jurys. Sie können bei einem schweren Regelbruch den Fall auch der Beschwerdekommission zur Beurteilung überlassen.
Beschwerdekommissionen
Neben den Fällen, die ihnen von der Wettkampf-Jury überwiesen werden, treffen die Beschwerdekommissionen auch die Entscheidungen, wenn über einen Urteilsspruch der Wettkampf-Jury geklagt wird.

### Weitere Organe
Rechnungsrevisoren
Die Rechnungsrevisoren prüfen die Rechnung des Vorstandes, über die sie dem Kongress schriftlich Bericht erstatten.
Generalsekretariat
Das in der Schweiz sitzende Generalsekretariat dient der Administration der FIS.

## Disziplinen
- Ski Nordisch (seit 1910 bzw. 1924)
  - Skilanglauf
  - Skispringen (inklusive Skifliegen)
  - Nordische Kombination
- Ski Alpin (seit 1930)
- Geschwindigkeitsrennen (seit 1965)
- Freestyle (seit 1977)
- Snowboard (seit 1994)
- Grasski (seit 1979)
- Telemark
- Rollerski (seit 1994)
- Freeride (seit 2024)

Biathlon gehört nicht zu den FIS-Disziplinen, Biathleten sind in der IBU organisiert.

## Großveranstaltungen
Die FIS veranstaltet in jeder Sportart mehrere Großereignisse, zudem sind mehrere der organisierten Sportarten olympisch.

### Olympische Winterspiele
Seit 1957 wird die FIS (zusammen mit den anderen Wintersportverbänden) vom IOC bei der Auswahl des Veranstaltungsortes zu Rate gezogen. Sie betreut auch Regeln und Nominierungen der Ski- und Snowboardbewerbe. Von den FIS-Disziplinen sind Snowboard, Freestyle, Ski Alpin sowie die drei Ski Nordisch-Wettkämpfe olympisch.

### Weltmeisterschaften
Die FIS veranstaltet die folgenden Weltmeisterschaften:
- Nordische Skiweltmeisterschaften
- Alpine Skiweltmeisterschaften
- Skiflug-Weltmeisterschaft
- Snowboard-Weltmeisterschaften
- Freestyle-Skiing-Weltmeisterschaften
- Grasski-Weltmeisterschaft
- Rollerski-Weltmeisterschaften
- Telemark-Weltmeisterschaft
- Speedski-Weltmeisterschaft

Außerdem gibt es noch Juniorenweltmeisterschaften in allen Disziplinen, zum Beispiel:
- Alpine Ski-Juniorenweltmeisterschaften
- Grasski-Juniorenweltmeisterschaft

### Kontinentalmeisterschaften
Anders als in einigen Sommer- und Mannschaftssportarten besitzen die Kontinentalmeisterschaften in den meisten FIS-Disziplinen keinen hohen Stellenwert. Allerdings gibt es dennoch in fast allen Sportarten Europa- und Amerikameisterschaften, auch Asienmeisterschaften werden ausgetragen.

### Weitere Großereignisse
Neben den internationalen Meisterschaften werden auch die nationalen Meisterschaften teilweise von der FIS organisiert. Besonders in den Ländern, die auch international erfolgreich sind, kann die Nationale Meisterschaft eine Art Vorausscheidung sein.
Außerdem sind viele FIS-Sportarten bei weiteren Ereignissen wie bei der Universiade vertreten. Dazu kommen noch einige Junioren- und Jugendmeisterschaften.

## Wettkampfserien

### Weltcup
Siehe Hauptartikel: Alpiner Skiweltcup, Skilanglauf-Weltcup, Skisprung-Weltcup, Weltcup der Nordischen Kombination, Snowboard-Weltcup, Freestyle-Skiing-Weltcup, Grasski-Weltcup, Telemark-Weltcup und Speedski-Weltcup.
Die „Königsklasse“ der FIS-Wettkampfserien ist der Weltcup. In den Sportarten, in denen er veranstaltet wird, gibt es neben dem Gesamtweltcup, der sogenannten „Großen Kristallkugel“, noch Disziplinenweltcups, die sogenannten „Kleinen Kristallkugeln“. Eine Ausnahme bildet der Grasski-Weltcup, bei dem nur die Gesamtsieger eine Weltcuptrophäe erhalten. Für den Nationen- oder Teamweltcup werden die Wertungen von Frauen und Männern zusammengerechnet.

### Unterklassige Rennen
Ähnlich wie bei den Großereignissen gibt es auch unterklassige Wettkampfserien. Neben den Kontinentalcups (im alpinen Skisport insbesondere der Europacup und der Nor-Am Cup) und dem Skilanglauf-Marathon-Cup zählen dazu auch FIS-Rennen sowie der in manchen Disziplinen ausgetragene B-Weltcup. In der Nordischen Kombination hatte sich bis zur Saison 2007/2008 ein System etabliert, in dem die Athleten zwischen dem A-Weltcup und dem B-Weltcup bei schlechten beziehungsweise guten Leistungen pendelten.

## Liste der FIS-Abkürzungen

### Disziplinen
- AL = Ski Alpin
- CC = Skilanglauf (engl.: Cross Country)
- FS = Freestyle-Skiing
- GS = Grasski
- JP = Skispringen (engl.: Ski Jumping)
- NK = Nordische Kombination
- SB = Snowboard
- SS = Geschwindigkeitsskifahren (engl.: Speed Skiing)
- TM = Telemarken

### Veranstaltungen
Da es in der FIS für jeden Wettkampf, also auch für viele unterklassige Veranstaltungen, eigene Abkürzungen gibt, ist hier nur eine kleine Auswahl erwähnt. Aufgeführt werden nur die Weltcups, Großereignisse sowie sonstige Wettkämpfe, die eine besondere Bedeutung für den Sport besitzen.
- WCS = FIS Weltcup Skispringen (einschließlich Skifliegen)
- COCS-H = FIS Continental Cup Skispringen (Männer)
- GPS = FIS Grand Prix Skispringen

## Präsidenten
In ihrer über 100-jährigen Geschichte hatte die FIS bisher nur fünf Präsidenten. Während Østgård vor seiner Amtszeit bereits Vizepräsident gewesen war und Kasper das Amt des Generalsekretärs innehatte, war Hodler zuvor als Leiter des Komitees im Alpinen Skisport und Vorstandsmitglied der FIS in Erscheinung getreten.
| Amtszeit   | Name                  | Nationalität |
| ---------- | --------------------- | ------------ |
| 1924–1934  | Ivar Holmquist        | Schweden     |
| 1934–1951  | Nikolai Ramm Østgaard | Norwegen     |
| 1951–1998  | Marc Hodler           | Schweiz      |
| 1998–2021  | Gian Franco Kasper    | Schweiz      |
| 2021–heute | Johan Eliasch         | Schweden     |

## Kongresse
Bis dato ist der FIS-Kongress 54-mal zusammengetreten. In der Regel finden die Veranstaltungen alle zwei Jahre statt.
| Nr. | Datum          | Ort                    | Delegierte/ Nationen |
| --- | -------------- | ---------------------- | -------------------- |
| 1.  | 18.02.1910     | Christiania            | 22/10                |
| 2.  | 20.–21.03.1911 | Stockholm              | 15/9                 |
| 3.  | 24.–25.01.1912 | München                | 14/8                 |
| 4.  | 20.–21.03.1913 | Bern                   | 14/8                 |
| 5.  | 27.–28.02.1914 | Christiania            | 17/10                |
| 6.  | 10.02.1922     | Stockholm              | 20/6                 |
| 7.  | 06.02.1923     | Prag                   | 18/11                |
| 8.  | 02.02.1924     | Chamonix               | 36/14                |
| 9.  | 03.–06.02.1926 | Lahti                  | 21/12                |
| 10. | 14.–16.02.1928 | St. Moritz             | 38/15                |
| 11. | 24.–26.02.1930 | Oslo                   | 26/15                |
| 12. | 14.–16.05.1932 | Paris                  | 27/16                |
| 13. | 21.–23.02.1934 | Sollefteå              | 18/10                |
| 14. | 14.–24.02.1936 | Garmisch-Partenkirchen | 47/24                |
| 15. | 21.–23.02.1938 | Helsinki               | 36/15                |
| 16. | 27.–31.08.1946 | Pau                    | 37/18                |
| 17. | 10.–15.04.1949 | Oslo                   | 44/27                |
| 18. | 24.–27.04.1951 | Venedig                | 39/16                |

| Nr. | Datum             | Ort               | Delegierte/ Nationen |
| --- | ----------------- | ----------------- | -------------------- |
| 19. | 27.–30.05.1953    | Igls              | 60/19                |
| 20. | 30.05.–04.06.1955 | Montreux          | 66/21                |
| 21. | 30.05.–14.06.1957 | Dubrovnik         | 57/20                |
| 22. | 10.–13.06.1959    | Stockholm         | 75/24                |
| 23. | 28.05.–03.06.1961 | Madrid            | 96/26                |
| 24. | 20.–24.05.1963    | Athen             | 66/31                |
| 25. | 08.–11.06.1965    | Mamaia            | 76/30                |
| 26. | 16.–21.05.1967    | Beirut            | 74/31                |
| 27. | 22.–25.05.1968    | Barcelona         | 85/33                |
| 28. | 26.–29.05.1971    | Opatija           | 85/34                |
| 29. | 07.–08.06.1973    | Nikosia           | 83/35                |
| 30. | 25.–31.05.1975    | San Francisco     | 82/33                |
| 31. | 29.–30.04.1977    | Bariloche         | 79/33                |
| 32. | 18.–19.05.1979    | Nizza             | 104/41               |
| 33. | 11.–16.05.1981    | Puerto de la Cruz | 101/39               |
| 34. | 08.–15.05.1983    | Sydney            | 92/44                |
| 35. | 27.05–01.06.1985  | Vancouver         | 91/36                |
| 36. | 06.–11.06.1988    | Istanbul          | 113/46               |

| Nr. | Datum             | Ort            | Delegierte/ Nationen |
| --- | ----------------- | -------------- | -------------------- |
| 37. | 20.–27.05.1990    | Montreux       | 125/48               |
| 38. | 07.–12.06.1992    | Budapest       | 137/54               |
| 39. | 06.–12.06.1994    | Rio de Janeiro | 125/55               |
| 40. | 10.–16.05.1996    | Christchurch   | 149/62               |
| 41. | 17.–24.05.1998    | Prag           | 149/63               |
| 42. | 28.05.–03.06.2000 | Melbourne      | 139/62               |
| 43. | 02.–08.06.2002    | Portorož       | 143/67               |
| 44. | 30.05.–05.06.2004 | Miami          | 141/58               |
| 45. | 21.–27.05.2006    | Vilamoura      | 153/66               |
| 46. | 26.–31.05.2008    | Kapstadt       | 1150/65              |
| 47. | 30.05.–05.06.2010 | Antalya        | ca. 1000/74          |
| 48. | 27.05.–02.06.2012 | Gangwon-do     | ca. 760/75           |
| 49. | 01.–06.06.2014    | Barcelona      | 1150/-               |
| 50. | 06.–10.06.2016    | Cancún         | 900/-                |
| 51. | 13.–19.05.2018    | Costa Navarino | 180/68               |
| 52. | 04.06.2020        | online         | 182/72               |
| 53. | 25.–26.05.2022    | Mailand        |                      |
| 54. | 25.05.2023        | online         |                      |
| 55. | 04.–05.06.2024    | Reykjavík      |                      |
| 56. | 13.06.2025        | online         |                      |
| 57. | 10.–11.06.2026    | Serbien        |                      |
| 58. | 2027              | online         |                      |

## Mitgliedsverbände
Die FIS hat derzeit 138 Mitgliedsverbände. Von diesen sind 78 vollwertige und 62 assoziierte Mitglieder. Ein Mitglied ist derzeit suspendiert. Zuletzt wurden Benin, Bhutan und Indonesien als assoziierte Mitglieder aufgenommen. Aserbaidschan und Saudi-Arabien stiegen zu Vollmitgliedern auf.
| Kürzel | Land                         | Verband                                                   | Verbandskürzel | Beitritt |
| ------ | ---------------------------- | --------------------------------------------------------- | -------------- | -------- |
| AFG    | Afghanistan                  | Ski Federation of Afghanistan                             |                | 2016     |
| ALB    | Albanien                     | Albanian Skiing Federation                                |                | 2000     |
| ALG    | Algerien                     | Fédération Algérienne de Ski et Sports de Montagne        | FASSM          | 1965     |
| AND    | Andorra                      | Federació Andorrana d'Esquí                               | FAE            | 1965     |
| ARG    | Argentinien                  | Federación Argentina de Ski y Andinismo                   | FASA           | 1949     |
| ARM    | Armenien                     | Armenian Ski Federation                                   |                | 1993     |
| ASA    | Amerikanisch-Samoa           | American Samoa Ski Association                            |                | 1993     |
| AUS    | Australien                   | Snow Australia                                            | SSA            | 1932     |
| AUT    | Österreich                   | Österreichischer Skiverband                               | ÖSV            | 1924     |
| AZE    | Aserbaidschan                | Azerbaijan Winter Sports Federation                       |                | 1998     |
| BAH    | Bahamas                      | Bahamas Ski Association                                   |                | 1990     |
| BAR    | Barbados                     | Barbados Ski Association                                  |                | 1994     |
| BEL    | Belgien                      | Royal Belgian Ski & Snowboard Federation                  |                | 1936     |
| BEN    | Benin                        | Association Sportive de Ski D'Aborney-Calavi              |                | 2025     |
| BER    | Bermuda                      | Bermuda Winter Ski Association                            |                | 2006     |
| BHU    | Bhutan                       | Bhutan Olympic committee                                  |                | 2025     |
| BIH    | Bosnien und Herzegowina      | Ski Federation of Bosnia & Herzegovina                    |                | 1992     |
| BLR    | Belarus                      | Belarus Ski Union                                         |                | 1992     |
| BOL    | Bolivien                     | Federacion Boliviana de Ski Y Andinismo                   | FEBSA          | 1977     |
| BRA    | Brasilien                    | Confederação Brasileira de Desportos na Neve              | CBDN           | 1980     |
| BUL    | Bulgarien                    | Bulgarian Ski Federation                                  |                | 1924     |
| CAN    | Kanada                       | Canadian Snowsports Association                           | CSA            | 1924     |
| CAY    | Cayman Islands               | Cayman Islands Confederation & Association of Snow Sports | CICASS         | 2006     |
| CHI    | Chile                        | Federación Deportiva Nacional de Ski y Snowboard de Chile | FECHIS         | 1949     |
| CHN    | Volksrepublik China          | Chinese Ski Association                                   |                | 1981     |
| CMR    | Kamerun                      | Fédération de Ski de Cameroun                             |                | 1998     |
| COL    | Kolumbien                    | Colombian Ski Team                                        |                | 1992     |
| CPV    | Kap Verde                    | Comité Olímpico Caboverdiano                              |                | 2020     |
| CRC    | Costa Rica                   | Costa Rica Ski Association                                |                | 1981     |
| CRO    | Kroatien                     | Hrvatski Skijaški Savez                                   | CROSKI         | 1992     |
| CYP    | Zypern                       | Cyprus Ski Federation                                     |                | 1993     |
| CZE    | Tschechien                   | Svaz lyžařů České Republiky                               | SLCR           | 1924     |
| DEN    | Dänemark                     | Danmarks Skiforbund                                       | DSkiF          | 1946     |
| DMA    | Dominica                     | Dominica Ski Association                                  |                | 2014     |
| DOM    | Dominikanische Republik      | Fed. Dominicana de Patinaje y Deportes de Invierno        |                | 2018     |
| ECU    | Ecuador                      | Comité Olimpico Ecuatoriano                               |                | 2016     |
| EGY    | Ägypten                      | Association de Ski de l'Egypte                            |                | 1984     |
| ERI    | Eritrea                      | Eritrean National Olympic Committee                       |                | 2012     |
| ESA    | El Salvador                  | Federación Salvadoreña de Nieve Y Hielo                   |                | 1998     |
| ESP    | Spanien                      | Real Federación Española Deportes de Invierno             |                | 1936     |
| EST    | Estland                      | Eesti Suusaliit                                           |                | 1992     |
| ETH    | Äthiopien                    | Ethiopian National Ski Federation                         |                | 2006     |
| FIJ    | Fidschi                      | Fiji National Olympic Committee                           |                | 1988     |
| FIN    | Finnland                     | Suomen Hiihtoliitto                                       | SHL            | 1924     |
| FRA    | Frankreich                   | Fédération Française de Ski                               | FFS            | 1924     |
| GBR    | Großbritannien               | GB Snowsport                                              |                | 1924     |
| GBS    | Guinea-Bissau                | Winter Sports Federation of Guinea-Bissau                 | FDIGB          | 2024     |
| GEO    | Georgien                     | Georgian Ski Federation                                   | WSFG           | 1992     |
| GER    | Deutschland                  | Deutscher Skiverband                                      | DSV            | 1924     |
| GHA    | Ghana                        | Ghana Winter Sports Association                           |                | 2006     |
| GRE    | Griechenland                 | Hellenic Winter Sports Federation                         |                | 1936     |
| GRN    | Grenada                      | Grenada International Sports Foundation                   |                | 1998     |
| GUA    | Guatemala                    | Guatemalan Alpine Winter Sports Association               |                | 1988     |
| GUY    | Guyana                       | Guyana Ski Federation                                     |                | 2014     |
| HAI    | Haiti                        | Fédération Haitienne de Ski                               |                | 2012     |
| HKG    | Hongkong                     | Ski Association of Hong Kong                              |                | 2004     |
| HON    | Honduras                     | Honduras Ski Association                                  |                | 1992     |
| HUN    | Ungarn                       | Ski Hungary                                               | MSS            | 1924     |
| INA    | Indonesien                   | Komite Olimpiade Indonesia                                |                | 2025     |
| IND    | Indien                       | Ski and Snowboard India                                   |                | 1998     |
| IRI    | Iran                         | Iran Ski Federation                                       |                | 1957     |
| IRL    | Irland                       | Ski Association of Ireland                                |                | 1971     |
| ISL    | Island                       | Skíðasamband Íslands                                      |                | 1946     |
| ISR    | Israel                       | The Olympic Committee of Israel                           |                | 1977     |
| ISV    | Amerikanische Jungferninseln | Virgin Islands Winter Sports Federation                   |                | 1988     |
| ITA    | Italien                      | Federazione Italiana Sport Invernali                      | FISI           | 1924     |
| IVB    | Britische Jungferninseln     | British Virgin Islands Ski Association                    |                | 2012     |
| JAM    | Jamaika                      | Jamaica Ski Federation                                    |                | 1998     |
| JOR    | Jordanien                    | Jordan Olympic Committee                                  |                | 2018     |
| JPN    | Japan                        | Ski Association of Japan                                  | SAJ            | 1926     |
| KAZ    | Kasachstan                   | Kazakhstan Ski Association                                |                | 1992     |
| KEN    | Kenia                        | Kenya Ski Federation                                      |                | 1998     |
| KGZ    | Kirgisistan                  | Ski Federation of Kyrgyzstan                              |                | 1996     |
| KOR    | Südkorea                     | Korea Ski Association                                     |                | 1957     |
| KOS    | Kosovo                       | Ski Federation of Kosova                                  |                | 2015     |
| KSA    | Saudi-Arabien                | Saudi Snow Sports Federation                              |                | 2022     |
| KUW    | Kuwait                       | Kuwait Winter Games Club                                  |                | 1998     |
| LAT    | Lettland                     | Latvijas Slēpošanas savienība                             |                | 1992     |
| LBN    | Libanon                      | Lebanese Ski Federation                                   |                | 1949     |
| LES    | Lesotho                      | Lesotho National Wintersport Association                  |                | 2008     |
| LIE    | Liechtenstein                | Liechtensteinischer Skiverband                            | LSV            | 1949     |
| LTU    | Litauen                      | Lithuanian National Skiing Association                    | LNSA           | 1992     |
| LUX    | Luxemburg                    | Fédération Luxembourgeoise de Ski                         | FLS            | 1971     |
| MAD    | Madagaskar                   | Ski Madagascar                                            |                | 2006     |
| MAR    | Marokko                      | Fédération Royale Marocaine de Ski et Sport de Montagne   | FRMSM          | 1959     |
| MAS    | Malaysia                     | Malaysian Ski Association                                 |                | 2014     |
| MDA    | Moldau                       | Ski Federation of the Republic of Moldova                 |                | 2002     |
| MEX    | Mexiko                       | Federación Mexicana de Ski                                | FEMESKI        | 1981     |
| MGL    | Mongolei                     | Mongolian Ski Federation                                  |                | 1963     |
| MKD    | Nordmazedonien               | Ski Federation of North Macedonia                         |                | 1992     |
| MLT    | Malta                        | Malta Olympic Committee                                   |                | 2008     |
| MNE    | Montenegro                   | Montenegro Ski Association                                |                | 2008     |
| MON    | Monaco                       | Fédération Monégasque de Ski                              |                | 1981     |
| NED    | Niederlande                  | Nederlandse Ski Vereniging                                | NSV            | 1998     |
| NEP    | Nepal                        | Nepal Ski Association                                     |                | 1998     |
| NGR    | Nigeria                      | Nigeria Ski Federation                                    |                | 2016     |
| NOR    | Norwegen                     | Norges Skiforbund                                         | NSF            | 1924     |
| NZE    | Neuseeland                   | Snow Sports New Zealand                                   | SSNZ           | 1953     |
| PAK    | Pakistan                     | Winter Sports Federation Pakistan                         |                | 1969     |
| PAN    | Panama                       | Panama Association of Winter Sports                       |                | 2020     |
| PAR    | Paraguay                     | Comité Olímpico Paraguayo                                 |                | 2014     |
| PER    | Peru                         | Comité Olímpico Peruano                                   |                | 1994     |
| PHI    | Philippinen                  | Philippine Ski and Snowboard Federation                   |                | 1971     |
| PLE    | Palästina                    | Palestinian Winter Sports Federation                      |                | 2012     |
| POL    | Polen                        | Polski Związek Narciarski                                 | PZN            | 1924     |
| POR    | Portugal                     | Federação de Desportos de Inverno de Portugal             | FDI            | 1949     |
| PRK    | Nordkorea                    | The Ski Association of D.P.R. Korea                       |                | 1965     |
| PUR    | Puerto Rico                  | Puerto Rico Ski Federation                                |                | 1988     |
| QAT    | Katar                        | Qatar Winter Sports Committee                             |                | 2024     |
| ROU    | Rumänien                     | Federația Română de Schi Biatlon                          | FRSB           | 1924     |
| RSA    | Südafrika                    | Snow Sports South Africa                                  |                | 1992     |
| RUS    | Russland                     | Russian Ski Association                                   |                | 1949     |
| SEN    | Senegal                      | Fédération Sénégalaise de Ski                             | FSS            | 1981     |
| SGP    | Singapur                     | Singapore Snowboarding and Skiing Association             |                | 2014     |
| SLO    | Slowenien                    | Smučarska zveza Slovenije                                 | SZS            | 1992     |
| SMR    | San Marino                   | Federazione Sammarinese Sport Invernali                   | FSSI           | 1973     |
| SRB    | Serbien                      | Ski Federation of Serbia                                  |                | 1924     |
| SRI    | Sri Lanka                    | Sri Lanka Winter Sports Association                       |                | 2014     |
| SUD    | Sudan                        | Sudanese Winter Sports Association                        |                | 1992     |
| SUI    | Schweiz                      | Swiss-Ski                                                 |                | 1924     |
| SVK    | Slowakei                     | Slovenská lyžiarska asociácia                             | SLA            | 1924     |
| SWE    | Schweden                     | Svenska Skidförbundet                                     | SSF            | 1924     |
| SWZ    | Eswatini                     | Swaziland Ski Association                                 |                | 1992     |
| TAN    | Tansania                     | Tanzania Winter Sports Federation                         |                | 2020     |
| TGA    | Tonga                        | Royal Tonga Ski Federation                                |                | 2016     |
| THA    | Thailand                     | Ski and Snowboard Association of Thailand                 |                | 1994     |
| TJK    | Tadschikistan                | Tajikistan Ski Federation                                 |                | 1996     |
| TLS    | Osttimor                     | Federação de Ski de Timor-Leste                           |                | 2014     |
| TOG    | Togo                         | Fédération Togolaise des Sports de Glisse et de Ski       | FTSG           | 2012     |
| TPE    | Chinesisch Taipeh            | Chinese Taipei Ski Association                            |                | 1967     |
| TTO    | Trinidad und Tobago          | Trinidad & Tobago Snowsports Federation                   |                | 2002     |
| TUR    | Türkei                       | Turkish Ski Federation                                    |                | 1938     |
| UAE    | Vereinigte Arabische Emirate | United Arab Emirates Snow and Ice Sports Federation       |                | 2018     |
| UGA    | Uganda                       | Uganda Olympic Committee                                  |                | 2016     |
| UKR    | Ukraine                      | Ski Federation of Ukraine                                 |                | 1992     |
| URU    | Uruguay                      | Uruguayan Ski & Snowboard Association                     |                | 1990     |
| USA    | Vereinigte Staaten           | United States Ski & Snowboard Association                 | USSA           | 1924     |
| UZB    | Usbekistan                   | Ski Association of the Republic Uzbekistan                |                | 1992     |
| VAN    | Vanuatu                      | Ski Federation of Vanuatu                                 |                | 2019     |
| VEN    | Venezuela                    | Comité Olímpico Venezolano                                |                | 1993     |
| ZIM    | Simbabwe                     | Snow Sports Association of Zimbabwe                       |                | 1988     |